# Зефир восточный
Зефир восточный (Favonius orientalis) — вид дневных бабочек из семейства голубянок (Lycaenidae).

## Описание

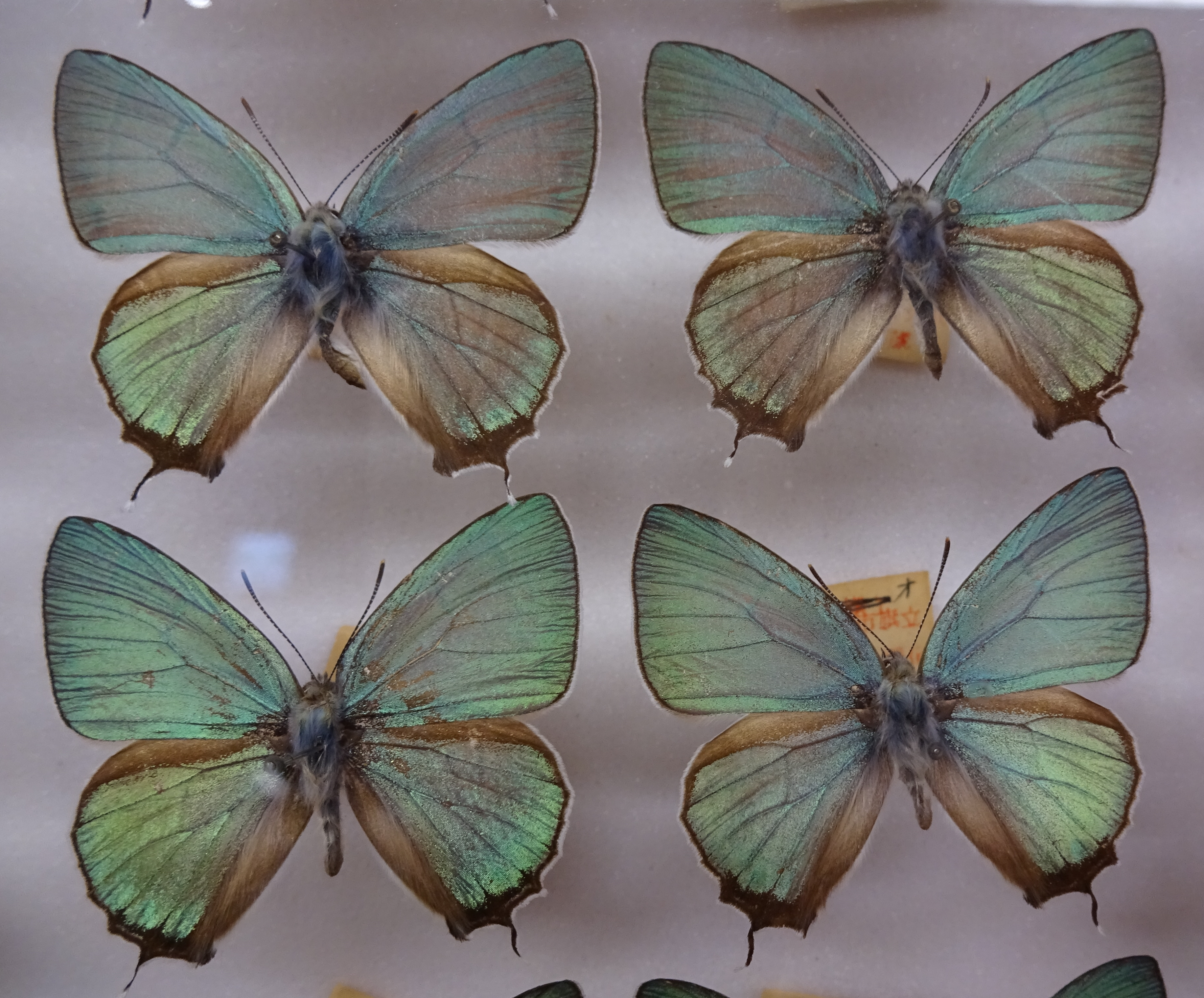
Вариабельность окраски самцов

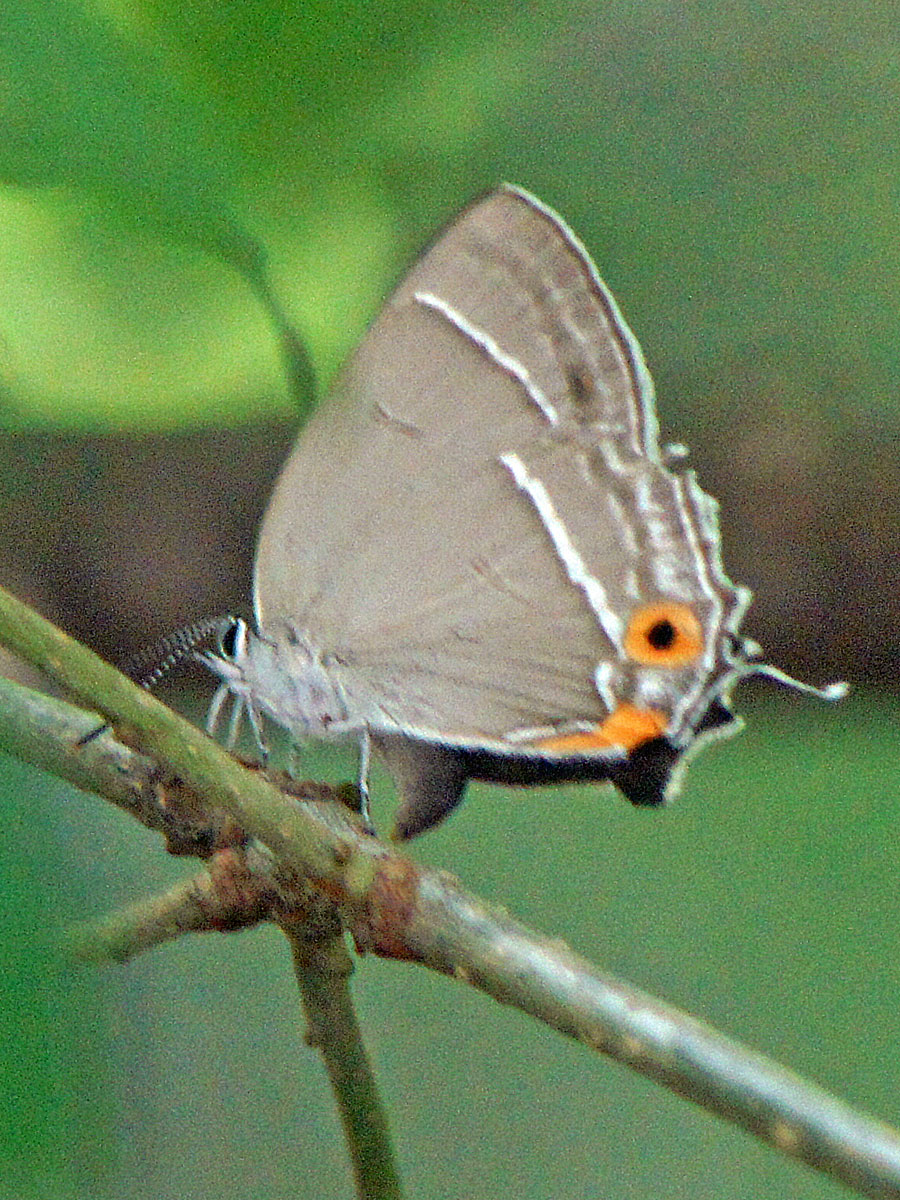
Нижняя сторона крыльев

Длина переднего крыла бабочек 17—23 мм. Самки несколько крупнее самцов. Верхняя сторона крыльев у самцов лиловато-зеленая. На крыльях проходит узкая тёмная кайма. Задние крылья с хвостиком. Окраска верхней стороны крыльев у самки буро-коричневого цвета с размытым светлым пятном бледно-охристого цвета, голубое напыление отсутствует. Нижняя сторона крыльев у обоих с серым оттенком. Белая поперечная полоса на нижней стороне крыльев чёткая, у переднего края переднего крыла загибается к вершине крыла. Узкое коричневатого цвета пятно у вершины центральной ячейки на обоих крыльях обычно просматривается лучше. На заднем крыле черный зрачок в оранжевом пятне мелкий.

## Ареал
Азиатский вид, чей ареал охватывает территорию России (Хабаровский край, Амурская область, Южные Курилы, Приморье, Еврейская автономная область), полуострова Корея, Северо-Восточного Китая.

## Биология
За год этот вид развивается в одном поколении. Встречается нечасто. Время лёта бабочек этого вида происходит с конца июня (середины июля) до конца августа. Гусеницы развиваются на различных видах дуба, включая дуб монгольский. Окукливается на почве.